# Uapaca
Classification APG III (2009)
Genre
Uapaca est un genre de plantes à fleursde la famille des Phyllanthaceae qui comprend environ soixante espèces que l'on rencontre en Afrique tropicale. Ce genre était autrefois rangé dans la famille des Euphorbiaceae. Il a été étudié par le botaniste français Henri Baillon.

## Quelques espèces
- Uapaca betamponensis
- Uapaca bojeri
- Uapaca guineensis
- Uapaca heudelotii
- Uapaca kirkiana
- Uapaca littoralis
- Uapaca nitida
- Uapaca paludosa
- Uapaca pynaertii

- Uapaca sansibarica
- Uapaca togoensis
- Uapaca vanhouttei
- etc.

## Synonyme
- Canariastrum Engl., nom. inval.